# Andrea Moletta
Andrea Moletta (født 23. februar 1979) er en italiensk tidligere professionel cykelrytter.